# HD 37935
HD 37935，又名CP-66 439，SAO 249322、HR 1960，是一颗恒星，视星等为6.31，位于銀經276.51，銀緯-32.1，其B1900.0坐标为赤經5h 36m 54.8s，赤緯-66° -32.1′ 0″。